# Los Centenarios
Los Centenarios es un lugar designado por el censo ubicado en el condado de Webb en el estado estadounidense de Texas. En el Censo de 2010 tenía una población de 87 habitantes y una densidad poblacional de 178,67 personas por km².

## Geografía
Los Centenarios se encuentra ubicado en las coordenadas 27°36′44″N 99°12′47″O / 27.61222, -99.21306. Según la Oficina del Censo de los Estados Unidos, Los Centenarios tiene una superficie total de 0.49 km², de la cual 0.49 km² corresponden a tierra firme y (0%) 0 km² es agua.

## Demografía
Según el censo de 2010, había 87 personas residiendo en Los Centenarios. La densidad de población era de 178,67 hab./km². De los 87 habitantes, Los Centenarios estaba compuesto por el 71.26% blancos, el 0% eran afroamericanos, el 0% eran amerindios, el 0% eran asiáticos, el 0% eran isleños del Pacífico, el 28.74% eran de otras razas y el 0% pertenecían a dos o más razas. Del total de la población el 95.4% eran hispanos o latinos de cualquier raza.